# Werner Schiendl
Werner Schiendl (* 1943 in Wien) ist ein Autor eisenbahnhistorischer Bücher und Aktivist für historische (Museums-)Eisenbahnen in Österreich.

## Leben
Nach Abschluss des Studiums der Rechtswissenschaften als Dr. iur. führte die Berufslaufbahn vom Bank-Kreditfachmann über mehrere Funktionen im Bundeskanzleramt und dem BM für Bauten und Technik zur Tätigkeit als kaufmännischer Direktor der Autobahnen- und Schnellstraßen AG, einer der Vorgängergesellschaften der heutigen ASFINAG, und zuletzt als Ministerialrat im Bundesministerium für wirtschaftliche Angelegenheiten und von 2000 bis 2002 im Bundesministerium für Verkehr, Innovation und Technologie. Seit 1977 ist er Verfasser etlicher Publikationen zur Geschichte der österreichischen Schmalspurbahnen sowie Mitbegründer und langjähriger Präsident der „Österreichischen Gesellschaft für Lokalbahnen“ (1983–2019), wo er führend an der Errichtung der beiden niederösterreichischen historischen Bahnen „Höllentalbahn“ ab 1977 und „Bergstrecke Ybbstalbahn“ ab 1990 arbeitete. Für diese Tätigkeiten als Kulturvermittler wurde ihm 2011 vom Bundespräsidenten der Titel „Professor“ verliehen. Von 2012 bis 2021 war Schiendl Vorsitzender des ÖMT-Verband Österreichischer Museums- und Touristikbahnen. Schiendl ist Ehrenpräsident der Österreichischen Gesellschaft für Lokalbahnen und Ehrenvorsitzender des Verbandes Österreichischer Museums- und Touristikbahnen.